# 비넷 로빈슨
비넷 로빈슨(Vinette Robinson, 1985년 ~ )은 잉글랜드의 배우이다.

## 출연 작품

### 영화
- 팟 제너레이션(2023년) - 앨리스 역